# Асканія-Нова (народний заповідний парк)
Народний заповідний парк Асканія-Нова — перша природоохоронна територія, юридично оголошена на території України. Існувала з 1919 по 1921 рік. Є водночас єдиною, що мала статус «народний заповідний парк».

## Історія
Народний заповідний парк Асканія-Нова (тепер — біосферний заповідник «Асканія-Нова») оголошений 1 квітня 1919 року, до встановлення радянської влади та за відсутності відповідного природоохоронного законодавства, яке виникло лише у 1919 році.
Власником території, що увійшла до Народного заповідного парку, а саме маєтків «Асканія-Нова» та «Єлизаветфельд» (тепер — с. Відродження, Мелітопольський район, Запорізька область) був Фальц-Фейн Фрідріх Едуардович.
До створення природоохоронної території саме з такою назвою, мав відношення Шарлемань Микола Васильович, голова секції охорони природи Сільськогосподарського наукового комітету, утвореного гетьманським урядом. Ще 1914 року у своїх перших природоохоронних публікаціях М.Шарлемань використовував термін «народній заповідний парк» щодо американських національних парків. Своєрідний переклад терміну «National Park» є цілком природним для того часу, оскільки більшість понять, яким у сучасній Україні додають прикметник «національний» в часи УНР вживались із прикметником «народний». М. Шарлемань був залучений до розробки декрету 1919 року. Таким чином, Асканія-Нова утворена вперше як національний парк.
Втім, у такому статусі, Асканія-Нова проіснувала не довго. Вже 8 лютого 1921 року, новим рішенням радянської влади Асканію-Нова перейменовують у Державний степовий заповідник «Чаплі» ім. Х. Раковського, після чого надалі дана територія фігурувала як «заповідник», а не «національний парк».
У 1921 році, під час «повторного» оголошення Асканії-Нова заповідником, «Єлизаветфельд» вже не входить до її складу. Сьогодні ця територія повністю розорана.